# Eugen Boermel

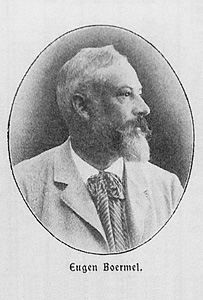
Eugen Boermel, 1901

Eugen Boermel, auch Eugen Börmel, (* 27. März 1858 in Königsberg, Ostpreußen; † 24. Januar 1932 in Berlin) war ein deutscher Bildhauer.
Eugen Boermel stand in der Tradition der Begasschule. Nachdem er zu Beginn seiner beruflichen Laufbahn überwiegend Kleinplastiken (Bildwerke im „Vitrinenformat“) gefertigt hatte, arbeitete er von 1879 bis 1889 als Gehilfe im Atelier von Otto Lessing plastisch-dekorativ für viele Bauten. Seit 1889 mit einem eigenen Atelier für kunstgewerbliche Modelle und Denkmalplastik selbständig, machte er sich 1900 mit seinem ersten Denkmal für Kaiser Sigismund der Denkmalgruppe 14 für die Berliner Siegesallee einen Namen und erhielt weitere Aufträge für Monumentalplastiken, darunter 1901 ein Denkmal für Prinz Albrecht von Preußen in Berlin und 1903 ein Reiterstandbild Kaiser Wilhelms I. in Danzig. Die Kunstkritik stuft seine größeren Werke insgesamt als eher misslungen ein, er sei in den Äußerlichkeiten der Begasschule stecken geblieben. Neben seiner Arbeit als Bildhauer war er literarisch tätig und entwarf technische Konstruktionen. Nachdem ihm um 1900 eine Professur noch verweigert worden war, erhielt er sehr wahrscheinlich 1904 den Professorentitel. Boermel wurde mit dem Preußischen Kronenorden IV. Klasse ausgezeichnet.

## Leben und künstlerische Entwicklung
Geboren in Ostpreußen, lebte Boermel bereits von Jugend auf in Berlin.

### Ausbildung und erste Schaffensperiode

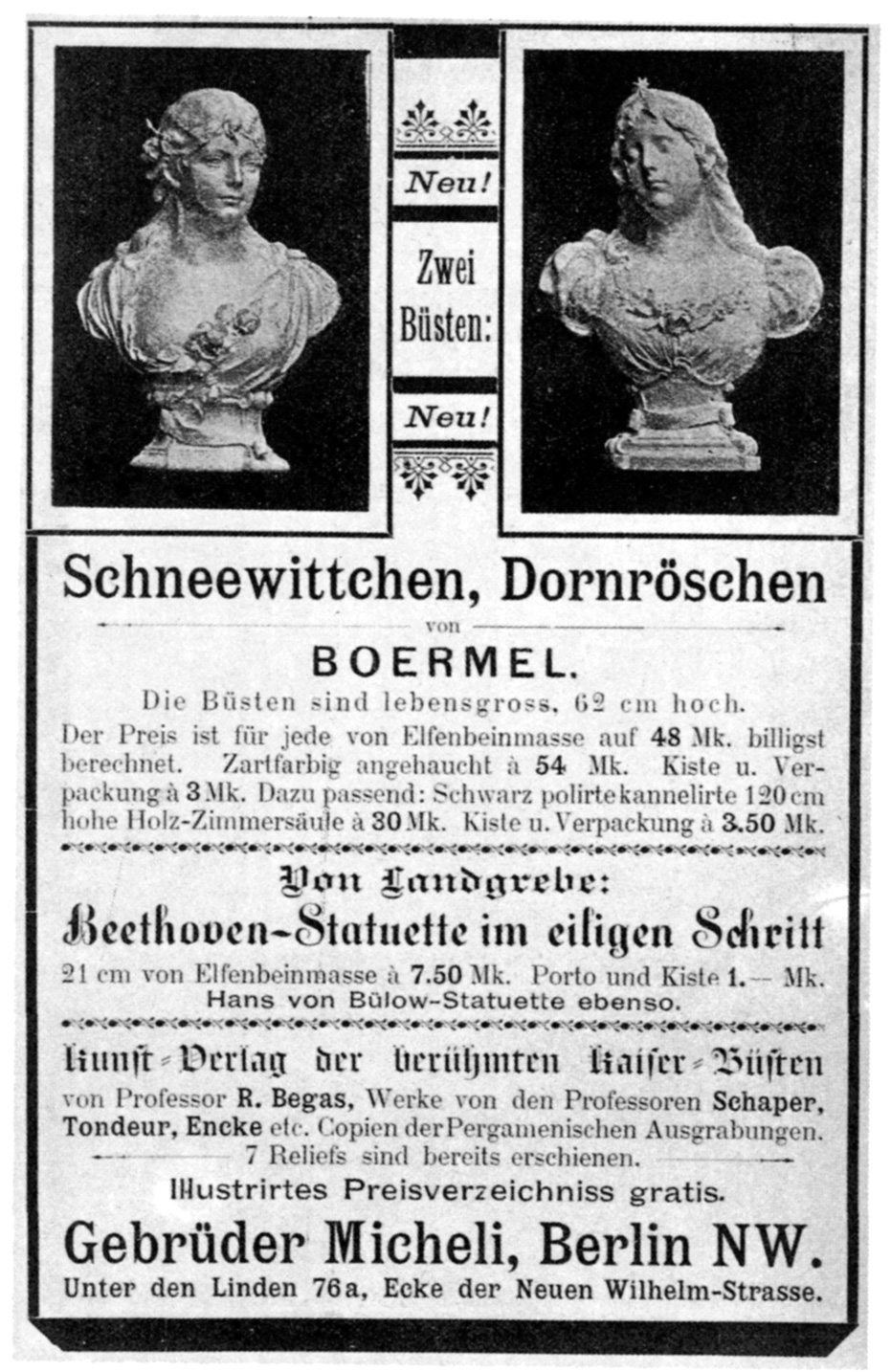
Annonce der Firma Gebrüder Micheli 1892 mit Büsten von Eugen Boermel

1874 begann er seine künstlerische Ausbildung bei Eduard Lürssen, der als Professor für dekorative Plastik an der Berliner Kunstakademie lehrte. Es folgte ein Bildhauereistudium bei Albert Wolff, Friedrich Pfannschmidt und Fritz Schaper. 1878 und 1879 besuchte er an der Kunstakademie als Staatsstipendiat das Meisteratelier von Reinhold Begas, dem Hauptvertreter der neobarocken Berliner Bildhauerschule und späterem künstlerischen Leiter der Siegesallee. 1879 heiratete Boermel und trat eine Gehilfenstelle im Atelier von Otto Lessing an, der als Vertreter des Historismus in der zweiten Hälfte des 19. Jahrhunderts das Erscheinungsbild Berlins entscheidend mitprägte. Bei Lessing arbeitete er in den folgenden zehn Jahren plastisch-dekorativ für viele Bauten. Daneben entstanden Kleinplastiken wie 1885 eine „üppige Venus mit modern kokettem Kopf auf überfettetem Körper“. Zudem fertigte er in dieser Zeit Skizzen und Entwürfe für verschiedene Denkmäler an, darunter 1886 die Skizze zu einem Luther-Denkmal, 1887 einen Entwurf zu einem Lessing-Denkmal in Berlin, 1888 einen Entwurf zu einem Mozart-Denkmal für Wien und 1889 einen Entwurf zu einem Krupp-Denkmal in Essen. Seit 1878 war er regelmäßig auf den Akademie-Ausstellungen vertreten, beispielsweise 1886 mit einem Porträtrelief der eigenen Familie und mit seinem Entwurf für das Luther-Denkmal.

### Selbständig mit eigenem Atelier
1889 machte sich Boermel mit einem eigenen Atelier für kunstgewerbliche Modelle und Denkmalplastik selbständig. Zu seinen Arbeiten dieser Zeit gehören zwei „Hans“ und „Grete“ genannte Kinderfigürchen sowie Märchenfiguren wie „Schneewittchen“ und „Dornröschen“. Dieses lebensgroße, 62 cm hohe Büstenpaar aus Elfenbeinmasse wurde 1892 in einer Katalogannonce von den Gebrüdern Micheli (siehe nebenstehendes Bild) für 48,- Mark, zartfarbig angehaucht für 54,- Mark pro Figur angeboten. Heute werden kleinere Boermel-Büsten wie beispielsweise 2007 das 26 cm hohe Bronzepaar „Beethoven und Mozart“ von 1893 auf Auktionen für 1.681 US-Dollar gehandelt. Er fertigte Edelmetallarbeiten wie Tafelsilber für Graf Ferdinand von Harrach und 1893 den großen Tafelaufsatz für den Thronfolger von Rumänien. 1895 schuf er zusammen mit Conrad Freyberg eine Statuette Kaiser Wilhelms I. Boermel war an verschiedenen Ehrenpreisen Kaiser Wilhelms II. und an größeren Denkmälern wie der Beethovenstatue in Sandstein für das Rudolfinum in Prag oder der Statue Friedrich Kilians (Villa Kilian, Berlin) beteiligt. Zum 1897 enthüllten Kaiser-Wilhelm-Nationaldenkmal steuerte er die Gruppe „Krieg und Frieden“ und eine Viktorienfigur bei. Büsten fertigte er unter anderem für Wilhelm II. (1889, 1894) und den Opernsänger und Fabrikanten Kommerzienrat Ludwig Leichner (1899), für dessen Unternehmen er zudem einen Theaterzuschauerraum entwarf.

### Durchbruch zum Monumentalbildhauer, Verleumdung und kritische Würdigung
1896 bewarb sich Boermel um einen der lukrativen Aufträge für die Berliner Siegesallee direkt bei Wilhelm II., dem Auftraggeber und Finanzier der Monumentalallee, erhielt den Zuschlag aber erst auf Empfehlung des Oberhof- und Hausmarschalls August zu Eulenburg. Die Siegesalleegruppe war das erste Denkmal Boermels und hatte laut Uta Lehnert Initialfunktion. Sie habe den bisher als Denkmalplastiker erfolglosen Künstler weiten Kreisen bekannt und ihm Aufträge aus patriotischen Kreisen verschafft. Daraufhin habe er sich in der Kolonie Grunewald ein für monumentale Arbeiten geeignetes Atelier eingerichtet. In der Folge entstanden unter anderem Denkmale für Prinz Albrecht an der Schloßstraße in Charlottenburg (1901, gemeinsam mit dem Maler Conrad Freyberg) und das Kaiser-Wilhelm-Reiterstandbild für Danzig (1903).

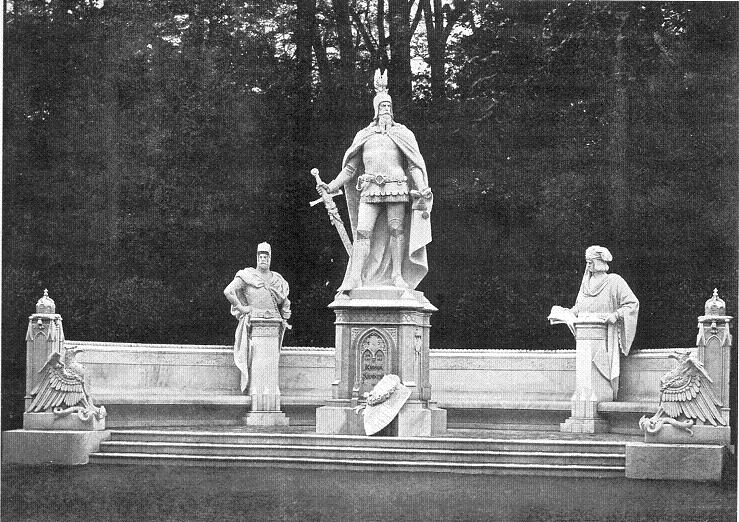
Siegesallee, Denkmalgruppe 14 (1900)

In dem harten Konkurrenzkampf der Berliner Bildhauer zur Jahrhundertwende wurde Börmel denunziert und seine Frau antisemitischen Vorhaltungen ausgesetzt. Viele Künstler versuchten während der Siegesalleearbeiten, die kaiserlichen Atelierbesuche, die meist festlich inszeniert wurden und Eingang in die Presse fanden, für sich als Reklame zu nutzen. Als vertrauliche Äußerungen des Kaisers bei einem dieser Besuche in die Presse gelangten, wies Wilhelm II. Begas an, derartige Indiskretionen in Zukunft zu verhindern. Daraufhin erhielt das Oberhofmarschallamt einen verleumderischen Brief eines vermutlich angeblichen Oberstleutnant a. D. mit dem Inhalt:

„[…] daß der Bildhauer Börmel, dem Se. Majestät die Gnade seines Besuches zutheil werden ließ, sich derselben durchaus nicht würdig zeigt. Man hört hier in den besseren und besten Kreisen, daß er mit dieser Thatsache in der schmutzigsten Weise renommiert, indem er verbreitet, daß Se. Majestät das größte Entzücken über seine Bildwerke kundgegeben haben soll.“

Der Oberstleutnant beklagte ferner, dass Frau Boermel von einem Handkuss des Kaisers erzählt haben soll. Anschließend zog er über den Lebenswandel und die Herkunft der Künstlergattin her und schloss mit den Worten: „Sie soll eine polnische Jüdin sein.“ Boermels Siegesalleegruppe wurde von nahezu allen zeitgenössischen Kritikern unter den „mißlungenen“ oder „völlig mißlungenen“ Arbeiten eingestuft (siehe unten). Sein künstlerisches Schaffen insgesamt urteilte Paul Kühn wie folgt:

„B[örmel] ist in den Äußerlichkeiten der Begasschule stecken geblieben. In seinen kleinen Genrefiguren entwickelt er Anmut, technisches Geschick und Sinn für malerische Wirkung. Er versteht sich auf pikante Inszenierung, auf eine geistvolle Improvisation, die aber strengeres Studium vermissen läßt.“

Ähnlich urteilt Uta Lehnert und merkt an, Boermel habe zwar einen gewissen Ruf als Modelleur gehabt – aber bei dem Versuch, sein dekoratives Talent auch in der Denkmalplastik anzuwenden, sei er über die Äußerlichkeiten der Begasschule nicht hinausgekommen. Auch laut Ostpreußenblatt 1969 stand er in seinem Schaffen ganz im Bann von Begas.

### Weitere Arbeitsfelder, Professur
Über seine bildhauerische Tätigkeit hinaus war Boermel auch literarisch tätig. Er schuf einige dramatische Werke und verfasste für die in Leipzig bei E. A. Seemann erschienene Zeitschrift Werkstatt der Kunst Aufsätze mit Titeln wie Der Künstler in den öffentlichen Körperschaften oder Wie ist eine weitere Entwicklung der monumentalen Bildhauerkunst möglich? Zudem beschäftigte er sich mit der Lösung technischer Probleme. So konstruierte er erdbebensichere Gebäudefundamente und eine Wasserversorgung in erdbebengefährdeten Städten. Für beide Konstruktionen erhielt er internationale Patente.
Über Boermels Leben und Schaffen in seinen beiden letzten Lebensjahrzehnten ist wenig bekannt. Nach Angabe des Luisenstädtischen Bildungsvereins wirkte er bis zu seinem Tod in seinem Grunewalder Atelierhaus (Hagenstraße 10) als selbständiger Bildhauer. Unklar ist, ob Boermel eine Professur zuteilwurde. Laut Ethos & Pathos hat Wilhelm II. ihm den Titel um 1900 nach Rückfrage bei der Akademie der Künste versagt, als Boermel gehofft habe, sich mit der Siegesalleegruppe zum Professor qualifiziert zu haben. Stattdessen habe ihn der Kaiser mit dem Preußischen Kronenorden IV. Klasse dekoriert. Auch nach Darstellung von Uta Lehnert (1998) hat er sich vergeblich um den Professorentitel bemüht, was sein sehr begrenztes künstlerisches Renommee um 1900 zeige. Paul Kühn hingegen bezeichnet Boermel als Professor. Es spricht sehr viel dafür, dass er den Titel einige Jahre später doch noch erhielt, möglicherweise als Anerkennung für das Danziger Denkmal von 1903. Denn die Fachzeitschrift Die Kunst, Monatshefte für freie und angewandte Kunst vermerkte 1904: Danzig. Bildhauer Eugen Boermel, der Schöpfer des im September hier enthüllten Kaiser Wilhelm-Denkmals, ist zum Professor ernannt worden. Zudem verzeichnet ihn auch das Berliner Adressbuch von 1932, seinem Todesjahr, als Professor. In der Nationalgalerie war Boermel nicht vertreten. Obwohl er auf vielen Ausstellungen präsent war, sind keine künstlerischen Auszeichnungen bekannt.

## Ausgewählte Werke

### Denkmalgruppe Siegesallee, Berlin (1900)
Die Denkmalgruppe 14 bestand aus dem zentralen Standbild für Kaiser Sigismund (1368–1437) aus dem Haus Luxemburg, Markgraf und Kurfürst von Brandenburg und von 1433 bis 1437 auch römisch-deutscher Kaiser. Flankiert wurde das Standbild von den Halbbüsten von Lippold von Bredow, Landeshauptmann und Verweser der Mittelmark aus dem Adelsgeschlecht Bredow im Ländchen Friesack, und von Bernd Ryke (auch Reiche), Bürgermeister von Berlin. Das Berliner Patriziergeschlecht Ryke oder Reiche stellte zwischen 1361 und 1447 mehrere Bürgermeister mit dem Vornamen Bernd oder Bernhard. Boermels Figur bezog sich auf den 1361 erstmals als Bürgermeister erwähnten und vor dem 25. Mai 1378 verstorbenen Bernd Reiche sowie auf den 1417 als Bürgermeister belegten und im gleichen Jahr verstorbenen Bernd Reiche. Während Reinhold Koser, der Leiter des historischen Siegesallee-Programms, davon ausging, dass es sich um Vater und Sohn handelte, wollte Boermel nach Angabe von Uta Lehnert Bernd Ryke als ein und dieselbe Person betrachtet wissen und brachte im Sockel die Jahreszahlen 1358–1414 an. Ein weiterer Bernd Reiche/Ryke, der 1447 die Stadt regierte und maßgeblich am Berliner Unwillen beteiligt war, wurde mit der Benennung der Rykestraße geehrt.
Beide Seitenfiguren standen auf schlanken Sockeln, die in das Halbrund der Sitzbank integriert waren, die das nach vorne offene, dreistufige Podest wie bei allen 32 Denkmalgruppen der Monumentalallee abschloss. Die Gruppe wurde am 6. Mai 1900 eingeweiht. Die drei teilzerstörten Figuren wurden ab Mai 2009 in der Zitadelle Spandau restauriert und sind seit April 2016 Teil der dortigen Dauerausstellung Enthüllt – Berlin und seine Denkmäler.

#### Gestaltung
Auch bei der Darstellung Sigismunds hielt sich Boermel nicht an die Vorgabe Kosers, Sigismund in Anlehnung an ein Bildnis von Albrecht Dürer in majestätischer Haltung im kaiserlichen Krönungsornat darzustellen. Er schuf eine laut Lehnert frei erfundene, lohengrinartige Reckengestalt in seltsam anmutender Rüstung, auf dem Kopf den Topfhelm mit Krönchen und zweiflügeliger Helmzier. Über dem Wappenhemd, das den muskulös gezeichneten Oberkörper samt Kettenhemd umschließt, liegt ein bodenlanger Umhang, der sich am Hals teilt und von den Armen zurückgehalten wird, sodass sich die kräftige Gestalt dem Beschauer wie vor einem Bühnenvorhang präsentiert. Börmels Unsicherheit, in welcher seiner vielen Funktionen er Sigismund darstellen sollte, entschied Wilhelm II. hinsichtlich Sigismunds Markgrafentitel. Entsprechend hält er in der linken Hand die Urkunde, mit dem er dem ersten regierenden Hohenzollern, Friedrich I. (als Friedrich IV. Burggraf von Nürnberg), die Mark als Lehen übertrug. Das Schwert in seiner Rechten steht für Sigismunds Rittertum. Inklusive Sockel wies die aus Carrara-Marmor gefertigte Figur eine Höhe von 2,75 Metern auf.
Lippold von Bredow ist mit trotzigem Blick mit malerisch drapiertem Umhang in voller Rüstung und kriegerischen Attributen, die Kampfbereitschaft signalisieren, dargestellt. Im Sockel ist, wie auch bei Ryke, das Familienwappen eingelassen. Den Bürgermeister hüllt gleichfalls ein lang herabfallendes Gewand ein, seine malerische Kopfbedeckung ziert laut Lehnert als Schal auch den Oberkörper. Sein konzentrierter Blick richtet sich auf Schriftstücke in seiner Rechten, die wie der attribuierte Geldbeutel vermutlich als Hinweise auf Rykes Reichtum und Verwaltungsarbeit gedacht sind. Die Architektur der Bank und des Podests ist in fein detaillierten gotischen Zierformen mit einem Rankenfries um die Banklehne gehalten. Die klobigen Adler der Bank, in deren Fängen sich Schlangen wanden, trugen Wappenschilde vor der Brust. An das große Postament war ein Wappenschild angelehnt. Die Titel des Kaisers waren halb vergoldet in die Seitenflächen des Hauptsockels eingraviert, dabei fehlte allerdings der Markgrafentitel.

#### Marmorattentat und Kritik

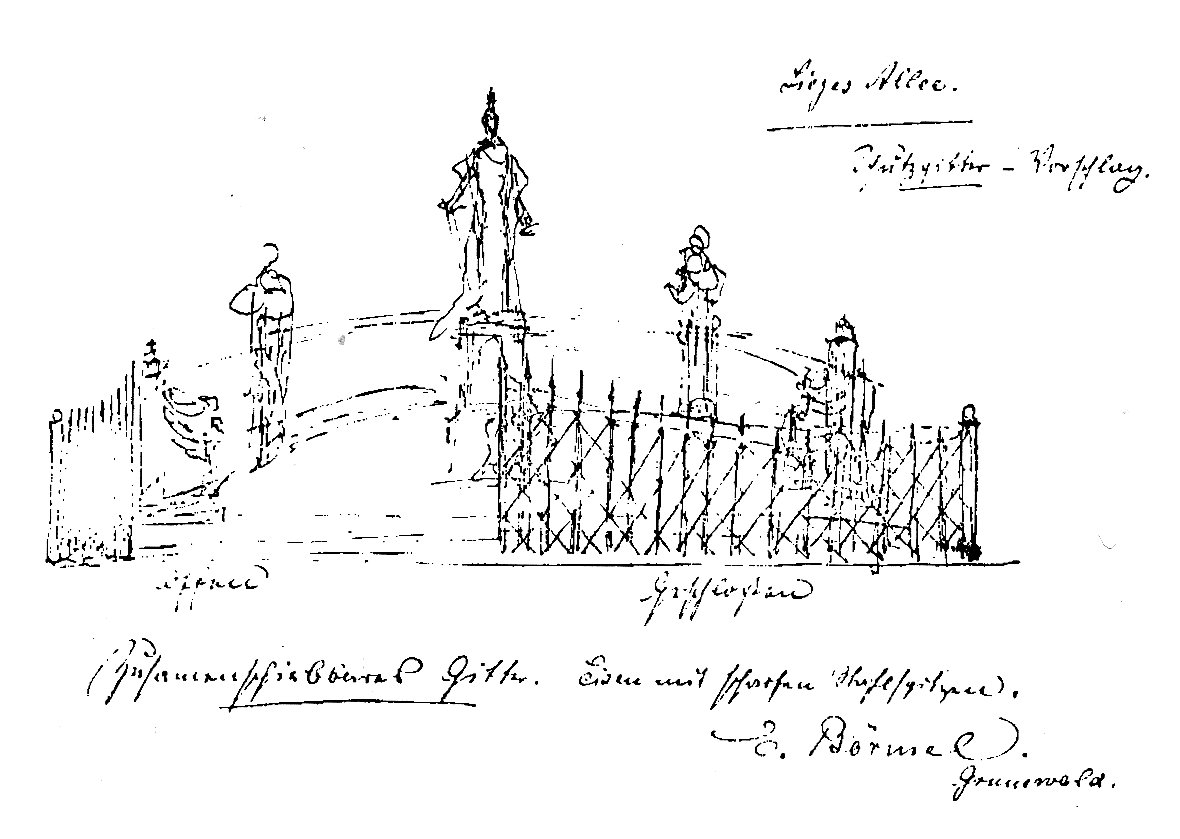
Boermels Skizze für ein Schutzgitter

In der Nacht vom 22. auf den 23. Oktober 1899 gab es auf den von Teilen der Berliner Bevölkerung später als „Puppenallee“ belächelten Prachtboulevard einen Anschlag. Bei dem sogenannten „Marmorattentat“ wurden sieben Büsten der bereits fertiggestellten ersten vier Gruppen beschädigt. Börmel entwarf daher zum Schutz der Monumente ein zusammenschiebbares Eisengitter mit Stahlspitzen (siehe nebenstehende Skizze). Der Kaiser entschied sich allerdings für – eher symbolische – schwere Eisenketten, die bei Dunkelheit vor die Figurengruppen gelegt wurden.
Die zeitgenössische Kritik an dem Denkmal war vernichtend. Der Kunstschriftsteller und Journalist Fritz Stahl zählte es zu den misslungenen schablonenhaften Theaterposen der Allee. Der Schriftsteller und Illustrator Wolfgang Kirchbach stufte die Gruppe als eine der drei völlig mißlungenen Arbeiten ein (neben Gruppe 11 und Gruppe 22). Ein weiterer (anonymer) Rezensent, der der Allee insgesamt sehr zugetan war, ordnete Boermels Werk unter den sechs schlechtesten ein. Uta Lehnert kam in ihrem Standardwerk zur Siegesallee 1998 zu dem Schluss, Boermels erstes Denkmal wirke wie der Versuch, dekorative Kleinkunst ins Monumentale zu übertragen. Durch die aufwändige Gewanddrapierung, die uneinheitliche Gestaltung der Hauptfigur und die Überbetonung des Beiwerks sei jedoch ein kleinlicher Eindruck entstanden, der einer monumentalen Wirkung entgegenstehe.

### Prinz-Albrecht-von-Preußen-Denkmal, Berlin (1901)
Gemeinsam mit dem Maler und Bildhauer Conrad Freyberg schuf Boermel 1901 ein Denkmal für Prinz Albrecht von Preußen (1809–1872). Es stellt den Bruder des preußischen Königs Friedrich Wilhelm IV. und des Kaisers Wilhelm I. als Offizier im Deutsch-Französischen Krieg (1870/1871) dar. Die Figur aus dem Jahr 1901 steht am Nordende der Schloßstraße Berlin-Charlottenburg, gegenüber dem Schloss Charlottenburg. Freyberg, der sehr wahrscheinlich eher für die Sockelreliefs zuständig war, verewigte sich in einem der Reliefs als Regimentskamerad Prinz Albrechts selbst. Nach der Inschrift auf einem der vier Reliefs widmeten die Kameraden 1901 das Denkmal [d]em fürstlichen Reiterführer und ritterlichen Prinzen, in Unterthänigkeit und treuer Verehrung.
Die Bildhauer fassten Prinz Albrecht als General der Kavallerie auf, als der er im Krieg unter anderem das Kommando über die 4. Kavallerie-Division, die der 3. Armee zugeteilt war, ausübte und an mehreren Schlachten teilnahm. Das denkmalgeschützte Bronzestandbild zeigt den Reitergeneral mit weit geöffnetem Generalsmantel, der bis zu den Knien fällt. Unter dem Mantel trägt der Prinz einen – gleichfalls geöffneten – Umhang. Der nach rechts gewendete und leicht erhobene Kopf ist mit der Generalsmütze bedeckt, der Blick geht in die Ferne. In der Rechten hält die Figur eine Reitpeitsche, in der Linken Handschuhe. Hohe Stulpenstiefel kleiden die Beine, das rechte Bein ist leicht vorgestellt. Als Attribut ist ein langer Säbel zugefügt. Wie die Szenen aus den Sockelreliefs nahelegen, bezieht sich die Darstellung des späteren Generaloberst Albrecht auf 1870. So enthält das östliche Relief Prinz Albrecht unter versprengten bewaffneten Franzosen am Abend von Orgères eine Szene vom 2. Dezember 1870 aus der Schlacht bei Loigny und Poupry. Das Bild zeigt den Prinzen unter teils verwundeten französischen Soldaten und mit deutschen Offizieren sowie mit dem Bildhauer und Kriegsteilnehmer Freyberg. Das gegenüberliegende Westrelief Verfolgung des Feindes über Frenois auf Sedan stellt die Kavallerie am 31. August 1870 mit Prinz Albrecht an der Spitze in oder bei Frénois dar, in seinem Gefolge unter anderem Bernhard von Sachsen-Meiningen und Charles Harrison Wright. Wright war als Oberst Kommandeur des Rheinischen Dragoner-Regiments Nr. 5. An diesem Tag der Schlacht von Sedan beobachteten König Wilhelm von Preußen und sein Stab die Schlacht von einem Hügel in der Nähe von Frénois aus.

### Kaiser-Wilhelm-I.-Denkmal, Danzig (1903)
Zu den größeren Werken Boermels nach der Initialzündung durch seine Siegesallee-Arbeit zählte auch das Denkmal für Kaiser Wilhelm I., das am 21. September 1903 am Dominikswall vor dem Hohen Tor an der Hauptwache in Danzig enthüllt wurde. Kaiser Wilhelm II. zeigte an diesem Monument besonderes Interesse und kam zu dessen Einweihung eigens aus Wien angereist. Das Denkmal wurde im März 1945 von sowjetischen Soldaten zerstört, die das bronzene Reiterstandbild an Seilen mit einem Panzer vom Sockel rissen.
In dem Wettbewerb für das Denkmal hatte Boermel den ersten Preis gewonnen. Sein Modell des Reiterstandbilds fiel aus dem Rahmen des Üblichen: Es war unter den vielen Kaiser-Wilhelm-I.-Reiterstandbildern das einzige, das den Kaiser auf einem galoppierenden Pferd darstellte. Das gesamte Monument erreichte eine Höhe von rund 9 Metern, das Reiterstandbild selbst eine Höhe von 4,5 Metern. Das Standbild wurde bei Gladenbecks Broncegießerei (Walter und Paul Gladenbeck) in Friedrichshagen bei Berlin in Bronze gegossen. Wilhelm I. war in Uniform und mit der typischen Pickelhaube dargestellt. Der wuchtige Sockel aus schwedischem Granit stand auf einem dreistufigen Podest und wurde von drei allegorischen Frauengestalten geschmückt:
- An der Stirnseite stand die Borussia als Nationalallegorie Preußens mit einem Schwert. Das Schild hinter ihr trug die Widmungsinschrift: (…) DIE DANKBARE PROVINZ WESTPREUSSEN. Auf dem Schild thronte in Höhe der Sockeloberkante die Reichskrone.
- Auf einer Querseite lag die als Nixe dargestellte Vistula als Personifikation der Weichsel. Die Bezeichnung der Weichsel als Vistula geht auf die Chronik der Goten (Getica) von Jordanes im 6. Jahrhundert zurück. Das Relief hinter beziehungsweise über der Figur zeigte die Marienburg, die südlich von Danzig an der Nogat – einem Mündungsarm der Weichsel – liegt. Unter der Burg stellt das Bild den Mündungsarm mit Lastkähnen und Holzflößern dar.
- Die andere Sockelquerseite schmückte der Meeresriese Ägir, in der germanischen beziehungsweise nordischen Mythologie ein Name für den Riesen der See und des Bieres. Das zugehörige Relief zeigte Kriegsschiffe.[21]

Die Kosten für das Denkmal lagen bei 160.000 Mark.

## Galerie

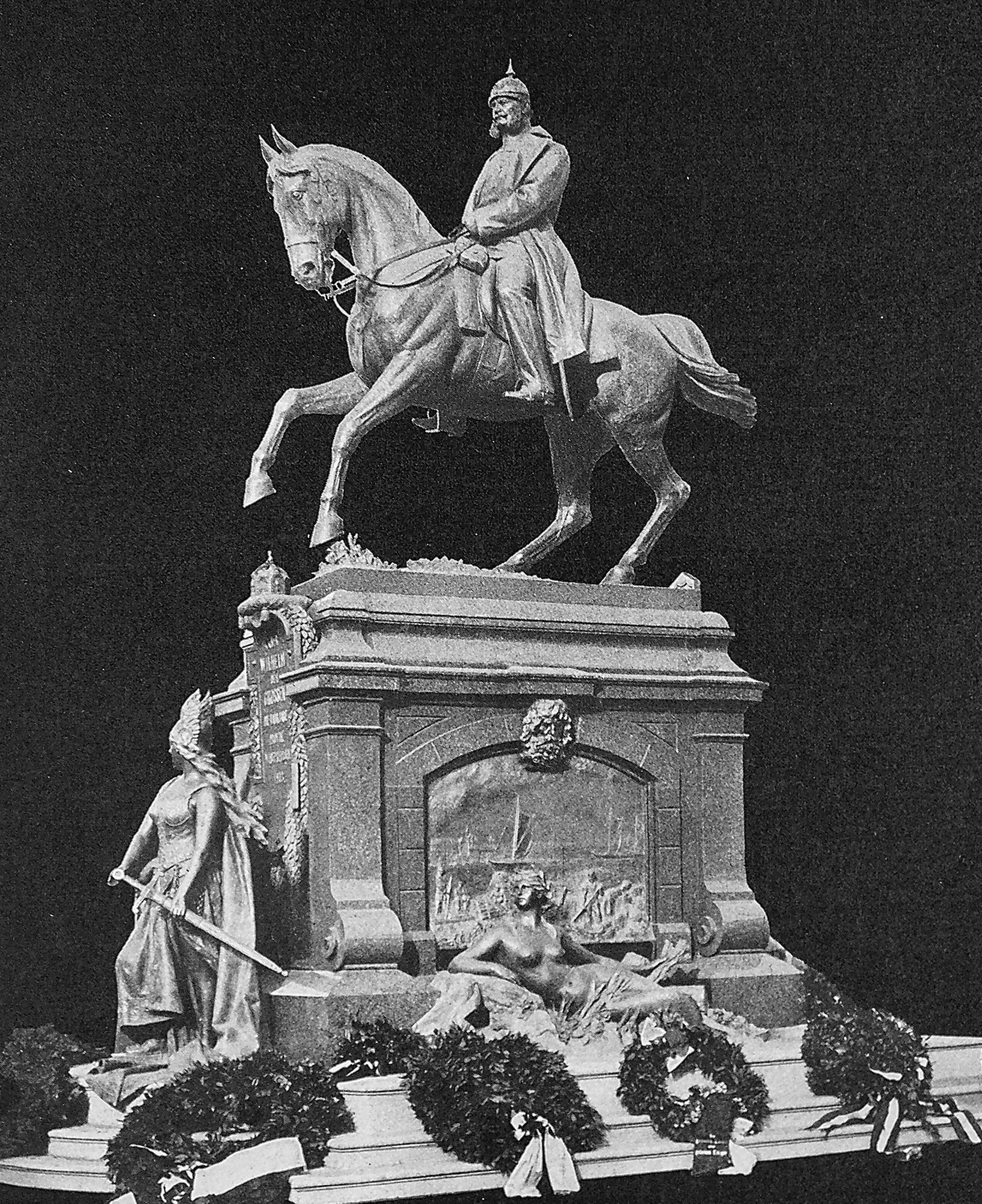
Kaiser-Wilhelm-Denkmal in Danzig mit Borussia und Vistula (1903)
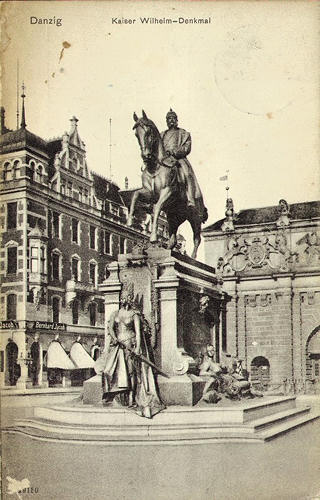
Kaiser-Wilhelm-Denkmal in Danzig (Ansichtskarte um 1903)
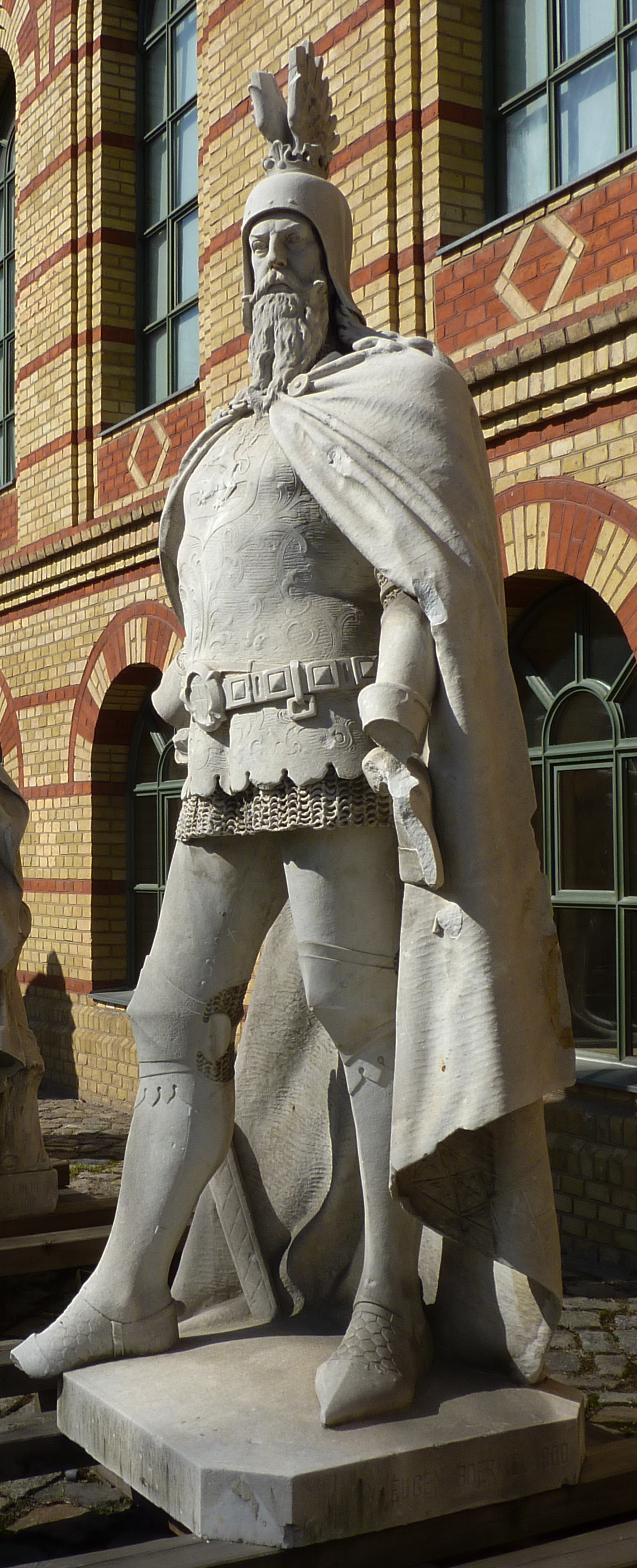
Standbild Kaiser Sigismunds mit betont muskulös dargestelltem Körper, in der Zitadelle Spandau (2011)
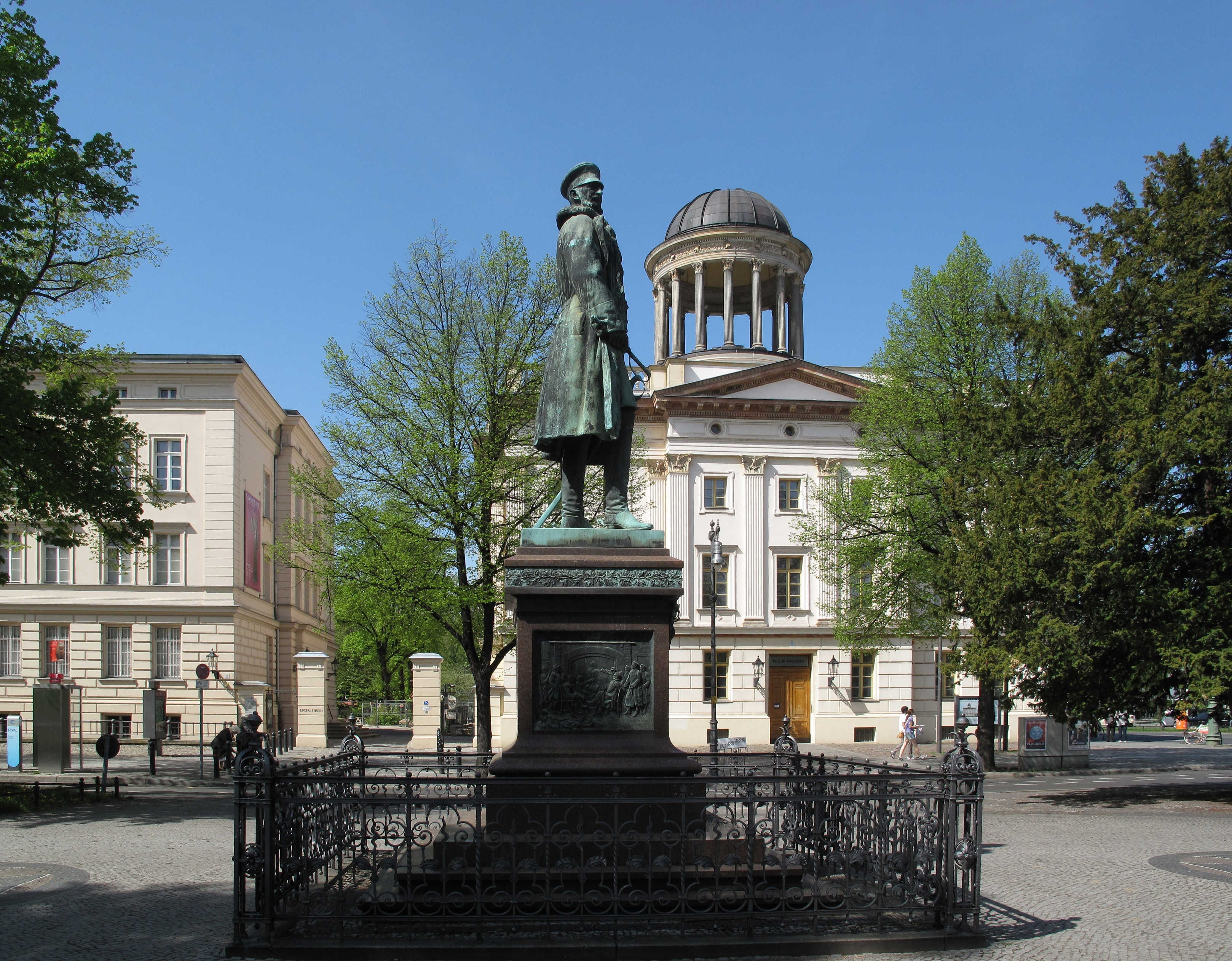
Prinz-Albrecht-Denkmal in Berlin (2012)
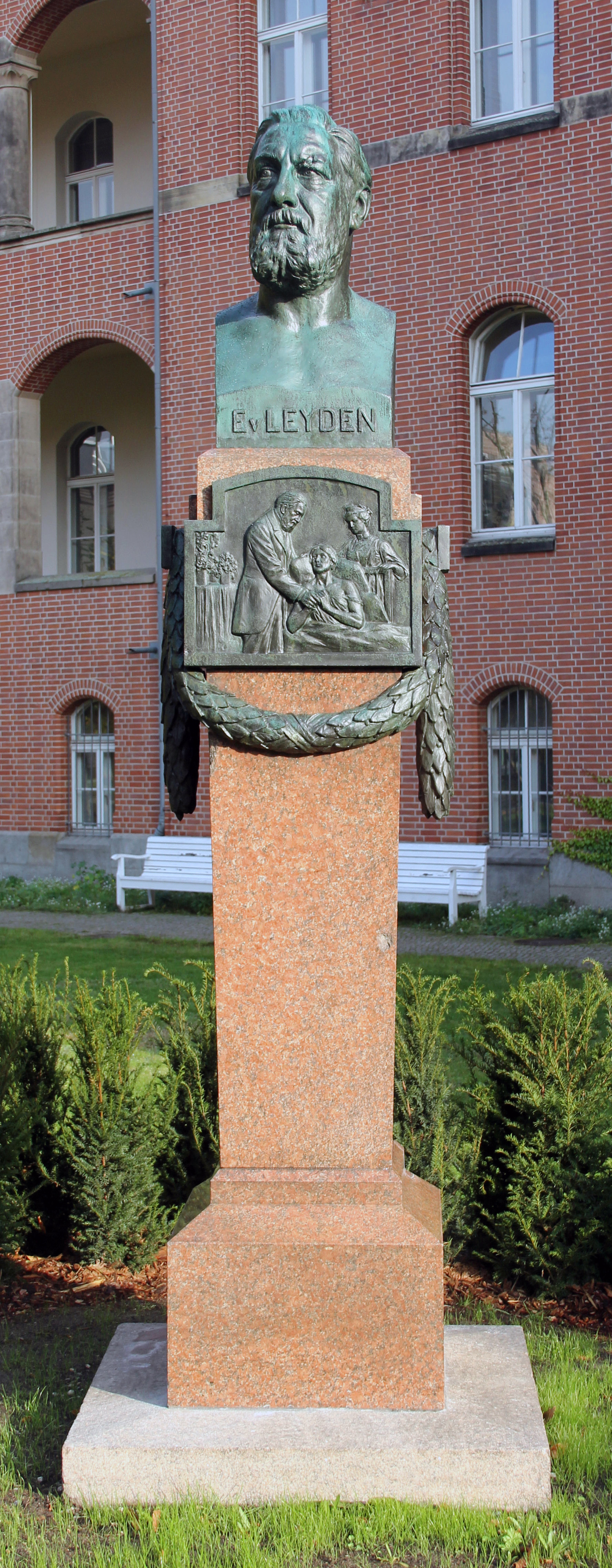
Büste von Ernst von Leyden auf dem Gelände der Charité in Berlin (2019)

## Werkeliste (Auswahl)
- 1879: Figur Genius des Todes (Ausstellungstitel)
- 1885: üppige Venus mit modern kokettem Kopf auf überfettetem Körper[4]
- 1886: Figurengruppe (?) Meine Familie (Ausstellungstitel)
- 1887: Figur Amor (Ausstellungstitel)
- 1888: Figur Wanda (Ausstellungstitel)
- 1889, 1894: u. a. Berlin, Büsten für Wilhelm II.
- 1891: Büste Kaiserin Auguste Victoria
- 1892: Kinderfigürchen Hans und Grete
- 1892: Büstenpaar Schneewittchen und Dornröschen (siehe Bild der Zeitungsannonce oben)
- 1893: großer Tafelaufsatz für den Thronfolger von Rumänien
- um 1893: Tafelsilber für den Grafen Ferdinand von Harrach
- 1894: Büste Kaiser Wilhelm II.
- 1896: Büste Frau Professor Freyberg
- 1895: Berlin, Statuette Kaiser Wilhelms I. in Silber (zusammen mit Conrad Freyberg)
- 1897: Berlin, Gruppe „Krieg und Frieden“ und eine Viktorienfigur für das Kaiser-Wilhelm-Nationaldenkmal
- 1899: Berlin, Büste des Opernsängers und Fabrikanten Kommerzienrat Ludwig Leichner
- 1900: Berlin, Denkmalgruppe 14 Siegesallee (siehe oben)
- 1901: Berlin, Prinz-Albrecht-von-Preußen-Denkmal (Kurzbeschreibung oben)
- 1903: Danzig, Kaiser-Wilhelm-I.-Reiterdenkmal (siehe oben)
- 1903: Potsdam, Denkmal Kaiser Friedrich III. (vor dem Brandenburger Tor)
- 1903: Nordhausen am Harz, Reiterstandbild Friedrich III., in schlichter Uniform naturalistisch auf trabendem Pferd
- 1907: Argenau, Provinz Posen, Friedrich-III.-Denkmal
- 1908: Augsburg-Göggingen, Denkmal für Hofrat Friedrich von Hessing, Bronzeguss, in der Hessingschen Orthopädischen Heilanstalt (siehe Liste der Baudenkmäler in Augsburg-Göggingen)
- 1911: Karlsbad, Kaiser-Franz-Joseph-Denkmal
- 1913: Berlin, Büste des Mediziners Ernst von Leyden, vor der I. und II. Medizinischen Klinik (Charité, Schumannstraße; nach 1980 eingelagert[22]) und im November 2019 wieder aufgestellt.

sowie undatiert
- verschiedene Ehrenpreise Kaiser Wilhelms II.
- Prag, Beethovenstatue in Sandstein für das Rudolfinum
- Berlin, Statue Friedrich Kilians (Villa Kilian)
- Bukarest, Büste des Generalfeldmarschalls August von Mackensen
- Marmorgruppen mit Titeln wie Waldmärchen, Aphrodite oder Schlafende Nymphe